# مصاحبه تشخیصی اوتیسم-تجدیدنظرشده
مصاحبه تشخیصی اوتیسم-تجدید نظر شده (ADI-R) یک مصاحبه با اولیای افراد محتمل اوتیسم است. این مصاحبه برای هر شخص با سن عقلی بیش از ۱۸ ماه می‌تواند مورد استفاده قرار بگیرد و رفتار فرد در حوزه‌های تعاملات اجتماعی متقابل، ارتباطات، زبان و الگوهای رفتاری را بررسی می‌کند.

## ساختار
برای تشخیص اوتیسم، برنامه‌ریزی برای درمان و تشخیص اوتیسم از دیگر اختلالات رشدی مفید است. این مصاحبه توضیح کاملی از تاریخه تکاملی فرد دارد که معمولاً در دفتر خانه یا یک محیط آرام توسط یک روانشناس انجام شده و به‌طور کلی یک تا دو ساعت طول می‌کشد. شامل ۹۳ سؤال می‌شود که به ۵ قسمت تقسیم می‌شوند. سوالات ابتدایی، سوالات ارتباطاتی، رشد اجتماعی، بازی و رفتارهای تکراری محدود و سؤال در مورد مشکلات کلی رفتاری.
ADI-R بر اساس مصاحبه بدست می‌آید، سوالات پایان بازدارند و پرسشگر می‌تواند تمام اطلاعات مورد نیاز برای امتیاز دهی مناسب را با پرسش بدست آورد، در نتیجه صحبتهای والدین توسط متخصص ارزش گذاری می‌شود. همچنین شرکت والدین در این مصاحبه کمک می‌کند تا درک بهتری از اختلال طیف اوتیسم و عواملی تشخیص آن داشته باشند.

### محتوای تحت پوشش
قسمت اول این مصاحبه، ارزیابی فعل و انفعالات اجتماعی، شامل اشتراک احساسات، پیشنهاد و جستجوی راحتی، لبخند اجتماعی و پاسخ به کودکان دیگر است.
در ارزیابی رفتار ارتباطاتی و زبانی، به دنبال تکه کلامها، تغییر ضمیر است.
بخش بعدی رفتار تکراری محدود، نیز شامل فعالیت‌های غیرعادی، حرکت دست و انگشت و واکنش حسی غیرمعمول است.
بخش آخر نیز مربوط به رفتارهایی مثل آسیب به خود، عصبانیت و بیش فعالی است که می‌تواند برای بهبود روش‌های درمانی استفاده شود.

## امتیاز دهی
بعد از اتمام مصاحبه، یک امتیاز برای هر سؤال (بر اساس رفتار پرستار) در نظر گرفته می‌شود

### رتبه‌بندی
۰: "رفتار نوع مشخص شده در برنامه نویسی موجود نیست"
۱: "رفتار از نوع مشخص شده در حال حاضر در به شکل غیرطبیعی است، اما به اندازه کافی شدید یا مکرر است برای دیدار با معیارهای برای 2" 
۳: "رفتار مشخص شده شدید "
۷: «اختلال مشخص در ناحیه عمومی کدگذاری، اما نه نوع مشخص شده»
۸: «قابل اجرا نیست»
۹: «شناخته نشده یا خواسته نشده»

### الگوریتم
اگر امتیاز در هر ۳ حوزه از مقدار نمره مینیمم بیشتر شود، بیمار تشخیص داده می‌شود. این نمره قطع نتیجه بررسی فراوان چندین سال است.

### نمرات قطع
- تعامل اجتماعی: ۱۰
- زبان و ارتباطات: ۸ (برای کلامی) یا ۷ (برای غیر کلامی)
- محدود و رفتارهای تکراری: ۳